# Allonge (Buch)
Als Allonge [aˈlõːʒə] (von franz. allonge, „Anhang“) wird eine aufklappbare Tafel in einem Buch bezeichnet.
Sie kann zum Beispiel eine Landkarte, Konstruktions- oder anatomische Zeichnungen oder die bildliche Darstellung des zeitlichen Ablaufs eines Geschehens beinhalten. Sie wird in der Regel maschinell mit einem schmalen Leimstreifen an einer Seite im Bund des Buches befestigt und ist zum Aufklappen mehrfach gefalzt.